# Mattias Elftorp
Mattias Elftorp, född 20 oktober 1978 i Rättvik, är en svensk serieskapare som är medlem i serie- och konstkollektivet Wormgod.
Elftorp sysslar bland annat med postapokalyptisk cyberpunk och andra serier, främst i albumserien Piracy is Liberation (2004-2011) och enstaka publikationer av "Arg Kanin". Han är även redaktör för Dystopia, utgiven av Wormgod & Seriefrämjandet, och festivalgeneral för seriefestivalen AltCom i Malmö.
2004 gavs det engelskspråkiga seriealbumet Infotrip ut på C'est Bon Kultur, vilket är första delen i serien Piracy is Liberation. Infotrip hade först gått som följetong i C'est Bon Anthology.

### Seriealbum
Piracy is Liberation
- Infotrip (C'est Bon Kultur 2004)
- Information Wants to be Free (C'est Bon Kultur 2005)
- Wires (C'est Bon Kultur 2007)
- Copies and Originals (C'est Bon Kultur 2008)
- Free Section (C'est Bon Kultur 2008)
- Violence (C'est Bon Kultur 2009)
- Spiders part 1 (Wormgod 2009)
- Spiders part 2 (Wormgod 2010)
- Deicide (Wormgod 2011)

Lantis
- Den Siste Lantisen (Seriefrämjandet 2005)
- Monster (Seriefrämjandet 2007)

Övrigt
- Publikation (76) Houses: A postapocalypse (Rollon 2002)

### Antologier (urval)
- C'est Bon 1-11 (C'est Bon Kultur 2001-2004)
- C'est Bon Anthology 1-4 (C'est Bon Kultur 2004-2005)
- Publikation(34)C'est Bon (Rollon 2002)
- Seriekonst Tabloid (Gunnar Krantz 2005)